# Macarostola ida
Macarostola ida är en fjärilsart som först beskrevs av Edward Meyrick 1880.  Macarostola ida ingår i släktet Macarostola och familjen styltmalar. Inga underarter finns listade i Catalogue of Life.